# Urban Jarnik
Urban Jarnik, slovenski rimskokatoliški duhovnik, pisatelj, zgodovinar, etnograf, pesnik in jezikoslovec, * 11. maj 1784, Potok v Ziljski dolini, † 11. junij 1844, Možberk ob Vrbskem jezeru.

## Življenje
Urban Jarnik je bil rojen kot tretji sin kmeta, gostilničarja in tovornika Janeza Jarnika, po domače Nadižarja, na Potoku pri Štefanu na Zilji. Z enajstimi leti so mladega Jarnika vpisali na gimnazijo v Celovcu, ki jo je leta 1801 z izvrstnim uspehom zaključil. Od leta 1801 do leta 1803 je študiral filozofijo na liceju v Celovcu, po tem pa nadaljeval s študijem teologije v novoustanovljenem celovškem semenišču, ki ga je od leta 1801 vodil Jurij Japelj. V šolskem letu 1804/05 se je Jarnik vpisal na teološko fakulteto graškega vseučilišča, a se je po izrecni graji krškega ordinariata spet vrnil v domače bogoslovje. V Celovcu je potem do konca študija stanoval izven semenišča. 12. oktobra 1806 je bil z dispenzo (ker še ni dopolnil predpisanih 23 let) posvečen v duhovnika ter postavljen za kaplana v Čajničah (Tultschnig), kjer je ostal tri leta. Od leta 1809 do leta 1811 je bil kaplan v Podkrnosu, nato je od aprila 1811 do marca 1818 deloval kot mestni kaplan v stolni župniji sv. Petra in Pavla v Celovcu, le eno leto (1813/4) je bil vmes »pri Fari« (sv. Egidija). Leta 1813 je dobil tudi kuratni beneficij pri cerkvi sv. Boštjana v meščanskem špitalu (Bürgerspital). 27. marca 1818 je dobil mesto župnika v Šmihelu na Gosposvetskem polju, tik ob tedanji slovensko-nemški jezikovni meji, januarja 1827 pa je dobil z odlokom ilirskega gubernija v Ljubljani deželnoknežjo župnijo v Blatogradu (Možberk, nemško Moosburg) nad Vrbskim jezerom, kjer je 11. aprila 1844 tedaj že slepi pesnik in jezikoslovec umrl.

## Delo
Jarnik izhaja iz idej in pristopov razsvetljenstva, kar se najbolj kaže v njegovem poglabljanju v narodove duhovne zaklade, kot so jezik, zgodovina, narodna poezija, šege in navade ter v odporu zoper nasilnosti nemštva in zoper Napoleona. Njegovo življenjsko vodilo je bilo narodno prebujenje svojega ljudstva – predstavil ga je že s svojo prvo objavo, pesmijo Na Slovence (Carinthia 1811, št. 5): »Zarja lepa se razliva, / Čez slovenji Goratan, / Zbuja dremanje častliva, / Oznanjuje svetli dan. / Slava bode spet slovela, / Ki Slovencem da ime; / Po deželah se raznela, / Perdobila češčenjè.«

### Pesnik
Jarnik je svoje književno delo začel kot pesnik. Ohranjenih je 51 izvirnih pesmi in 5 prevodov (Lichtwerja, Fellingerja, Kumpfa in Schillerja), prva so ohranjena šele iz leta 1808, ko je živel v Čajničah (1806–1809), viri pa kažejo, da je ustvarjal že prej. Prav čas, ki ga je preživel v Čajničah, predstavlja njegovo najplodnejše pesniško obdobje, čeprav je začel pesmi objavljati šele leta 1811. Glavna inspiracijska jedra njegove tedanje poezije so bila idilična, tedaj še neokrnjena pokrajina ob Vrbskem jezeru (pesemi Pomlad, Zvezdje), intenzivno, a neizživeto ljubezensko čustvo (pesemi Damon Meliti, Pomlad) in vojne grozote francosko-avstrijske bitke za Celovec (pesem Žold). Ko je leta 1809 odšel iz Čajnič, je imel napisano svojo prvo rokopisno zbirko z naslovom Mnogotere piesme, ki jo je končal kmalu po prihodu na novo službeno mesto v Podkrnosu, kjer je z isto intenzivnostjo ustvarjal vsaj še prve mesece – leta 1809 naj bi vsak teden napisal vsaj po eno pesem. V njegovih pesmih se pojavlja  namerna poučnost značilna za razsvetljenstvo (Bučelica) ter antična pastirska tematika značilna za tedaj vzhajajočo romantiko (Damon Meliti), izrazita sta slavljenje božje dobrote (Arfe) ali božjega veličastva (Zvezdje, Danica) ter ljubezen do Koroške in Slovencev (Na mojo domovino, Čajniška gmajna, Na Slovence), pogosti so tudi narodopisni motivi (Kres, Mrtovski raj). 
Tipični Jarnikov pesniški postopek je nizanje razmeroma samostojnih, včasih samo asociativno povezanih slik in opaženj (V pomladu: »Tice cvrčlajo, / Kér log zeleni, / Vetri pahlajo, / Sonce svétlinčka, / Očese mežo, / Trta pa vinska, / Solzi se milo.«), ki jih je gradil na osebnih opaženjih in že gotovih folklornih ubeseditvenih modelih (»povžja strd« (med), »sneg in krop«, »modre, kʼso zamorca prale«, ipd.).
V njegovih intimnejših pesmih se najprej zastrto, potem pa vse bolj neposredno izraža erotično čustvo, ki ga je upodobil ne samo v njegovi poduhovljeni, ampak tudi v konkretni, včasih povsem telesni inačici. Že zaradi svojega duhovniškega poklica je moral biti previden, zato je izbral obliko vložnice, kjer lirski subjekt noče biti identičen s pesnikom, običajno je nek splošen subjekt (npr. pastir) in zato ne moremo čustev pripisati avtorju. Taki sta pesmi Damon Meliti in Mina. Damon in Melita sta pastirski par, znan iz bukolične lirike, lirski subjekt je Damon, ki izraža svoje hrepenenje. Opazen je vpliv trubadurske lirike, predvsem v izbrani motiviki (»Slaba je svitloba lune, / njo oblaki skrivajo, / žalostno na citrah strune / v moje srce glas pojo.«). Jarnik je to pesem tudi sam uglasbil. Tudi ime Mina je že znano iz poezije – popularno je postalo z Vodnikom, ki je Mini posvetil več pesmi (prva je Zadovoljni Kranjec), Mino sta nagovarjala tudi Zois, Kastelic itn. Jarnik v pesmi upodobi hrepenenje mladega dekleta po svojem fantu, a je to storil očitno preveč neposredno za tedanji čas, saj so pesem moralizatorsko preganjali (»Močno trka srčna žila, / naglo goni v žvoti kri, / je mi plamen v oči vlila, /tiha noč me ne odkri!«).
Drugo veliko ustvarjalno inspiracijo predstavlja sovraštvo do vojne s hrepenenjem po miru. V ta sklop sodijo pesmi Sedajno stoletje, Na mojo domovino, Žold, Od Žolda in Gromite gromači. Za Jarnika je vojna zgodovinska in človeška katastrofa, »morija«, v kateri ni prostora za junaštva, prinaša le poražence in prizadete. Poleg močnega moralnega poziva vsem oblastnikom proti vojni in poleg poziva k bratstvu med narodi (ki ga je upesnil v pesmi Od žolda četrt stoletja pred Prešernovo Zdravljico), je opazno, da skuša Jarnik mestoma osmisliti vojno z božjo voljo, v Napoleonu pa vidi poosebljeno zlo, a to je verjetno le davek pesnikovemu duhovniškem poklicu in vladajoči avstrijski politični ideologiji. 
Posebno pomiritev mu je prineslo plodno nemško-slovensko kulturno sožitje v reviji Carinthia, s katerim se je pričelo novo obdobje v njegovem ustvarjanju. Začel ga je z budnico Na Slovence, kjer se veseli miru po vojni ter začetka narodovega prebujanja v umetnost in znanosti. Poleg tega omenja v njen tudi sodelovanje med obema narodoma (»Tudi modrica Slovenska / Zvupa se prepevlati, / Njej prijazna grata Nemška, / Sestrno per njen sedi.«).
Novost v slovensko literaturo je vnesel s svojo kozmično in miselno liriko, katere predstavnica je pesem Zvezdje iz leta 1809, ki jo je Johann Georg Fellinger kmalu prevedel v nemščino in ji s tem priskrbel objavo v dunajskem almanahu Selam. Tu jo je spoznal Franz Schubert, ki jo je 15. oktobra 1815 uglasbil (v seznamu njegovih del nosi ta samospev oznako D 307). Jarnik v njen občuduje brezkončno vesolje z neštetimi zvezdami in v tem vidi veličastno stvaritev Boga Očeta ter razmišlja o tem, kako lepo bo še-le, ko pride »naša duša« v nebesa.
Leta 1824 je z navdušenjem nad Metelkovim novim črkopisom po daljšem ustvarjalnem premoru napisal epsko pesnitev Ostrvica premagana (zaradi različnih prepisovalcev se pojavlja več variant zapisa – tudi Ostervica nepremagana) v metelčici. To je prva znana slovenska zgodovinska pesnitev in predstavlja poskus upodobitve junaškega dogodka v velikem epskem besedilu, kar je bil eden od osrednjih projektov romantične poetike. Osrednji motiv predstavlja ljudsko izročilo, ki je nastalo na podlagi obleganja gradu Ostrovice s strani tirolske grofice Margarete Maultasch (oz. Margarete Krivouste). V ospredju je zgodba o zvijačnosti in modrosti prebivalcev gradu. S to pesnitvijo se je seznanil Prešeren in izpričani so vplivi Ostrvice na njegov prevod Bürgerjeve Lenore. Po letu 1824 je Jarnikov ustvarjalni zagon usahnil, v celoti pa se je posvetil po njegovem mnenju »potrebnim disciplinam«.

### Pisec poučnih in nabožnih besedil
Zaradi svoje narodnoprerodne vneme in povezanosti z življenjem svojih rojakov ter verjetno pod Kopitarjevim vplivom pa tudi pod pritiskom dejanskih kulturnih potreb na Koroškem, je v Celovcu začel pisati poučne in nabožne knjige. Najbolj znana je Sbér lépih ukov şa slovensko mladíno (1814), ki je prva slovenska mladinska knjiga in hkrati prva slovenska knjiga, ki vsebuje prevode iz slovanskih književnosti. Namenjena je bila šolski mladini kot darilo, obsega pa raznovrstne sestavke, nekaj Jarnikovih pesmi in pesemskih prevodov, basni in naukov, prevedenih iz latinščine, slaveno-srbskega in češkega jezika, 100 čeških pregovorov in dva poučna razgovora. Med Jarnikovimi izvirnimi prispevki je pomemben predvsem prvi poskus slovenske lirične proze Čutovi v enim spomladnim jutri. Knjižica priča tudi o tem, kako je skušal svoje koroško (ziljsko) narečje približati skupnemu slovenskemu pisnemu jeziku gorenjsko-dolenjskega tipa, kakor ga je v svoji slovnici uzakonil Kopitar. O tem govori poseben uvod Na Bravca. 
Leta 1817 je objavil prevod poljudnoznanstvene knjige Unterricht in der Baumägrtnerei Franca X. Geigerja z naslovom Şadje-Reja, ki ga je končal že v Podkrnosu. S tem je Jarnik poskrbel za prvi slovenski sadjerejski priročnik, ki je bil namenjen predvsem preprostim kmetom in zato napisan skoraj v čistem ziljskem narečju. Jarnik je priredil tudi Molitvene bukvize sa otroke (1817), Jedro kerşhanşkih reşniz resnic (1821) in molitvenik za odrasle V duhi katoli∫hke zerkve molezh Kri∫tjan (1822) in oskrbel novo izdajo Gutsmannovih Evangeljev ino branj na vse nedele ino svetke celega leta (1821) ter Evangeljev na posebne dneve svetega posta (1821). V knjigah nabožne vsebine, ki jih je izdal med letoma 1817 in 1822, je čutiti težnjo po združevanju ljudskega izobraževanja z idejnimi prvinami racionalno utemeljenega krščanstva.

### Narodopisec in jezikoslovec
S svojimi narodopisnimi, imenoslovnimi in etimološkimi deli ter zgodovinskimi članki je Jarnik nenehno dokazoval avtohtonost in zgodovinsko legitimnost slovenskega naroda na Koroškem. V istem letu kot je bil premeščen iz Podkrnosa v Celovec (1811), je bila na avstrijskem Koroškem ustanovljena revija Carinthia, ki je bila središče sodelovanja med slovenskimi in nemškimi intelektualci. Carinthia, ki se ji je pozneje pridružil še Kärntnerische Zeitschrift, je bila v glavnem nemška revija, ki pa je zradi zanimanja za slovansko preteklost Koroške objavljala tudi slovenske prispevke. Jarnik je urejal slovenski oddelek, sodeloval pa je tudi pri Kopitarjevem glasilu Vaterländische Blätter für den österreichischen Kaiserstaat. V Carinthiji je leta 1812 najprej objavil Herderjev slavospev na Slovane (Slavische Völker). Začel je pisati o Ziljanih ter njihovih šegah in navadah (Züge aus den Sitten der Gailthaler, Carinthia 1813; Ueber die Gailthaler in Kärnthen, Vaterländische Blätter 1813), o koroških žalik ženah – vilah (Die slovenischen Sibyllen, Carinthia 1813) ter razpravljati o krajevnih imenih in jih razlagati (Slovenische Alterthümer, Carinthia 1813). Zavzemal se je za nabiranje narečnega gradiva, pesmi, pravljic, pripovedk, pregovorov, šeg in verovanj, posebno pa krajevnih imen kot dragocenega gradiva za slovensko zgodovino. Narečnega gradiva sam sicer ni objavil veliko, je pa z njim založil Pavla Josefa Šafařika, Stanka Vraza in druge, za to delo pa je navdušil tudi svojega učenca in rojaka Matija Majarja. Na osnovi krajevnih imen in raznih zgodovinskih virov je napisal študijo Andeutungen über Kärntens Germanisierung. Ein philologischstatistischer Versuch (Carinthia 1826). S tem delom je bil Jarnik prvi na Koroškem, ki je opozoril na nevarnost ponemčevanje koroških Slovencev, s čimer se je močno zameril nemškim nacionalistom, označil pa je tudi tedanjo slovensko-nemško jezikovno mejo.
Ukvarjal se je tudi z raziskovanjem slovanske preteklosti koroške dežele. Tako je pisal razprave o prvih krščanskih koroških vojvodah, o pokristjanjevanju karantanskih Slovencev (Die ersten christl. Herzoge Kärntens oder kurzgefasste Geschichte der Bekehrung der Karantaner Slaven u. der Gründung des Herzogstuhles. Nach alten Quellen bearbeitet v, U. J. Pfarrer zu St. Michael am Salfelde, rokopis iz 1826) in o kralju Samu (Samo, König der Karantaner Slaven, 1820).
V Celovcu se je začel ukvarjati tudi z jezikoslovjem. Leta 1811 je nabral precejšnje število besed iz ziljskega narečja, s katerimi je postregel Janezu Nepomuku Primicu in Valentinu Vodniku za njegov slovar, ki je žal ostal v rokopisu. Najprej je sam zbral in izdal knjižico Kleine Sammlung solcher altslavischen Wörter, welche im heutigen windischen Dialecte noch kräftig fortleben (1822), obsegajočo nekaj nad 2500 staroslovanskih besed, pozneje pa še Versuch eines Etymologikons der Slowenischen Mundart in Inner-Österreich (1832), ki je prvi poskus slovenskega etimološkega slovarja. V obeh se je zgledoval po spisih Čeha Dobrovskega. 
Z dialektološko razpravo Obraz slovenskoga narěčja u Koruškoj (1842) se je v zgodovino slovenistične znanosti zapisal kot prvi slovenski dialektolog. Leta 1829 je priredil razširjeno in posodobljeno 6. izdajo Gutsmanove slovnice, ki jo je opremil z opombami, v katerih se ozira zlasti na posebnosti ziljskega narečja. Velik del njegovega jezikoslovnega dela je ostal v rokopisu – poleg številnih manjših razprav kar pet obsežnih slovarjev: trije dvo- ali večjezični (slovensko-nemški, nemško-slovenski in nemško-slovensko-italijanski) in dva etimološko primerjalna (slovar slovanskih korenskih besed, slovar tujk in izposojenk iz indoevropskih in drugih jezikov). 
Jarnikovo delo je bilo vse od začetka zasidrano v ljubezni do koroškega slovenstva z vsemi njegovimi jezikovnimi in narodopisnimi posebnostmi, ki pa je segala preko pokrajinskih meja do vsega slovenstva, saj je čutil, da mora slovenski Korošec ostati v živi zvezi z vsemi Slovenci. Tako je bil prvi, ki je uvedel v nemščino zapis izraza »slovenisch«, ki je nadomestil tedaj veljavna izraza »windisch« in »krainerisch«. Na njegovo pobudo je novi izraz sprejel tudi Metelko, vendar le v naslovu in predgovoru svoje slovnice, medtem ko je v besedilu še uporabljal izraz »krainerisch«.
Ko se je začelo ilirsko gibanje za skupni južnoslovanski jezik, je Jarnik v Dopisu iz Koruške od Bratomira Dolinskoga leta 1837 predlagal, naj se v ta skupni jezik sprejmejo stare oblike, ohranjene v narečjih, nikar pa naj se ne vsiljuje eno izmed narečij. A njegov poziv ni bil uspešen, saj je obveljalo štokavsko narečje kot osnova za enotni knjižni jezik Hrvatov in Srbov. S svojim nazorom je pa bil predhodnik Matiju Majerju.

### Duhovnik
Kot duhovnik je bil tesno povezan z ljudstvom in zaradi svojega vedrega značaja zelo priljubljen. Odlikoval se je po vestnosti, skrbnosti in ljubezni do župljanov. Prejel je priznanje civilnih oblastnikov, krški škof pa ga je štel med najboljše duhovnike svoje škofije. Čeprav je slovel kot odličen pridigar, se je ohranila samo ena njegova pridiga, in sicer za 14. pobinkoštno nedeljo iz leta 1809 z naslovom Hajda podoba mladega človeka
Med svojimi župljani in stanovskimi tovariši je z uspehom branil slovenski jezik in njegove pravice. Na binkoštni ponedeljek leta 1838 je imel Slomšek v njegovi župniji v Blatogradu znamenito pridigo Dolžnost svoj jezik spoštovati  o ljubezni do maternega jezika in slovenstva.

## Slovenski narodopisni inštitut
Po njem se imenuje Slovenski narodopisni inštitut Urban Jarnik na avstrijskem Koroškem, ki je bil ustanovljen leta 1992 in je do leta 1994 deloval kot posebna organizacijska enota pri Krščanski kulturni zvezi, od 28. 5. 1994 pa je pravni nositelj Narodopisno društvo Urban Jarnik.

### Strokovna besedila
- Slavische Völker (Geschildert von Herder), v Carinthia št. 23, 1812,.
- Züge aus den Sitten der Gailthaler, v Carinthia 1813, št. 2, 3.
- Beytrag zur slavischen Völkerkunde (Züge aus den Sitten der Gailthaler), v Vaterländische Blätter für den österreichischen Kaiserstaat 1913, št. 12.
- Die slowenischen Sybillen, v Carinthia 1813, št. 21.
- Ueber die Gailthaler in Kärnten, v Vaterländische Blätter 1813, št. 44, 45, 46, 48, 69, 70.
- Slovenische Alterthühmer (Aufgefunden in einigen auf uns noch rein gekommenen slovenischen Ortsbenennungen), v Carinthia 1813, št. 44, 45.
- Erklärung der slavischen Inschrift auf dem Kärntner Herzogsstuhle, v Carinthia 1818, št. 4.
- Die vier Hauptnationen Europa´s, v Carinthia 1818, št. 17.
- Samo, König der Karantaner Slaven, v Kärntnerische Zeitschrift II., 1820.
- Kleine Sammlung solcher altslavischen Wörter, welche im heutigen windischen Dialecte noch kräftig fortleben (Ein Beytrag zur Kenntnis der hochslovenischen Büchersprache), Celovec 1822.
- Andeutung über Kärntens Germanisierung (Ein philologisch statistischer Versuch), v Carinthia 1826, št. 16, 18, 19, 20, 22, 23, 24, 25, 26.
- Windische Sprachlehre. Verfaßt von Oswald Gutsmann, weiland kais. königl. Missionär in Kärnten. Sechste verbesserte Auflage, Celovec 1829.
- Versuch eines Etymologikons der Slowenischen Mundart in Inner-Österreich. Nach verläßlichen Quellen bearbeitet von Urban Jarnik, landesfürstlichem Pfarrer zu Moosburg, Celovec 1832.
- Dopis iz Koruške. Od Bratomira Dolinskoga, v Danica Ilirska 1837, št. 8.
- Obraz slovenskoga narěčja u Koruškoj, v Kolo 1842.

### Poučna in nabožna dela
- Sbér lépih ukov şa slovensko mladíno. Is Ném∫kiga ino Latin∫kiga pre∫tavlenih, is Ştaro-Şlaven∫kiga ino Pem∫kiga preravnanih, nikotérih pa novo sloshenih, Celovec 1814.
- Molitvene bukvize sa otroke, Celovec 1817.
- V duhi katoli∫hke zerkve molezh Kri∫tjan. Sloshil je Fir∫ht Alexander od Hohenlohe … Isbranje poglavitnej∫hih molitev, tretjizh is perviga pi∫anja nati∫njenih … Sedaj pa pre∫lovenjenih, ktirim ∫e je na konzu me∫hna pé∫em per∫tavila, Celovec 1822.

### Prevodi
- Şadje-Reja ali Navuk Kako ∫e more prav lehko, ino v kratkem zha∫u nikar ko veliko dobreh, ino sdraveh drevé∫ podrediti, temózh tudi nashlahtnej∫hi ∫adje sadobiti. Is Nem∫hkega vʼ Şlovenji jesik prene∫hen ino pomnoshen, Celovec 1817.
- Jedro kerşhanşkih reşniz. Is Ném∫kiga pre∫tavil Urban Jarnik, Fajmo∫hter v´ Nem∫hkim ∫h-Miheli. V´ Zelovcu, Nati∫nil Antoni Gelb, Nati∫kaviz, Celovec 1820.